# アメリカ山公園
アメリカ山公園（アメリカやまこうえん）は、神奈川県横浜市中区山手町に位置し、みなとみらい線「元町・中華街駅」の駅舎上部に整備された全国初の立体都市公園である。公園面積は約0.6ヘクタール。
横浜開港150周年となる2009年（平成21年）8月7日に一部開園。その後、2012年（平成24年）4月1日に全面開園となった。

## 概要
横浜外国人墓地の北側斜面と元町・中華街駅の駅舎（東側改札口および元町口）上部とを一体的に整備している。駅舎のある元町地区と外国人墓地のある山手地区の丘では約18メートルの高低差があるが、民有地にある駅舎の上部（3・4階と屋上）を横浜市が保有して屋上庭園を設置し、さらにエレベーターやエスカレーターなどの昇降施設を設置することにより駅舎からも直接入園できる経路を設けているのが、当公園の大きな特徴である。これにより、高低差にかかわりなく円滑で快適な回遊動線を確保している。
なお、立体的な動線の構築は周辺地域においても、山下公園の世界の広場地区と横浜人形の家をポーリン橋、人形の家と港の見える丘公園のフランス山地区（フランス山公園）をフランス橋により連続して歩道橋で結んだ事例がある。
横浜市は2007年（平成19年）12月に当公園の管理運営事業者を公募しており、2008年（平成20年）4月に株式会社東急コミュニティーを代表企業とする東急コミュニティーグループの1グループが応募し交渉を行っていたが、同年8月に同グループは辞退した。その後、同年12月に管理運営事業者を再公募し、2009年（平成21年）5月、西武造園株式会社を代表企業とするアメリカ山公園パートナーズを優先交渉権者に決定した。そのまま同グループを管理運営事業者として同年8月7日に一部開園し、2012年（平成24年）4月1日には全面開園に至っている。
屋上庭園はビルの5階程度の高さであるが、横浜マリンタワーや横浜ベイブリッジ、横浜ランドマークタワーなどを望むことができる。また、遊具はないが草木や芝生・ベンチが整備されており、毎年冬季にイルミネーションイベント「Sweet Memory」を開催している他、お祭りやフリーマーケットなども時折り催されている。

## 公園名称の由来
明治初頭に米国公使館予定地となっていたことや戦後にアメリカ軍に接収された歴史などがあり、土地柄アメリカにゆかりがある高台ということから命名された。

## 元町貝塚
アメリカ山公園を含む周辺地域では古くから縄文時代中期の貝塚（元町貝塚）の存在が知られており、当公園の整備に際してもそれに先立ち、2006年（平成18年）1月〜3月に横浜市ふるさと歴史財団埋蔵文化財センターによる発掘調査が実施されている。
その後、貝塚は2013年（平成25年）11月15日付で「元町貝塚」として市の史跡に指定され、公園内には調査の概要を示す簡易なプレートが設置されている。

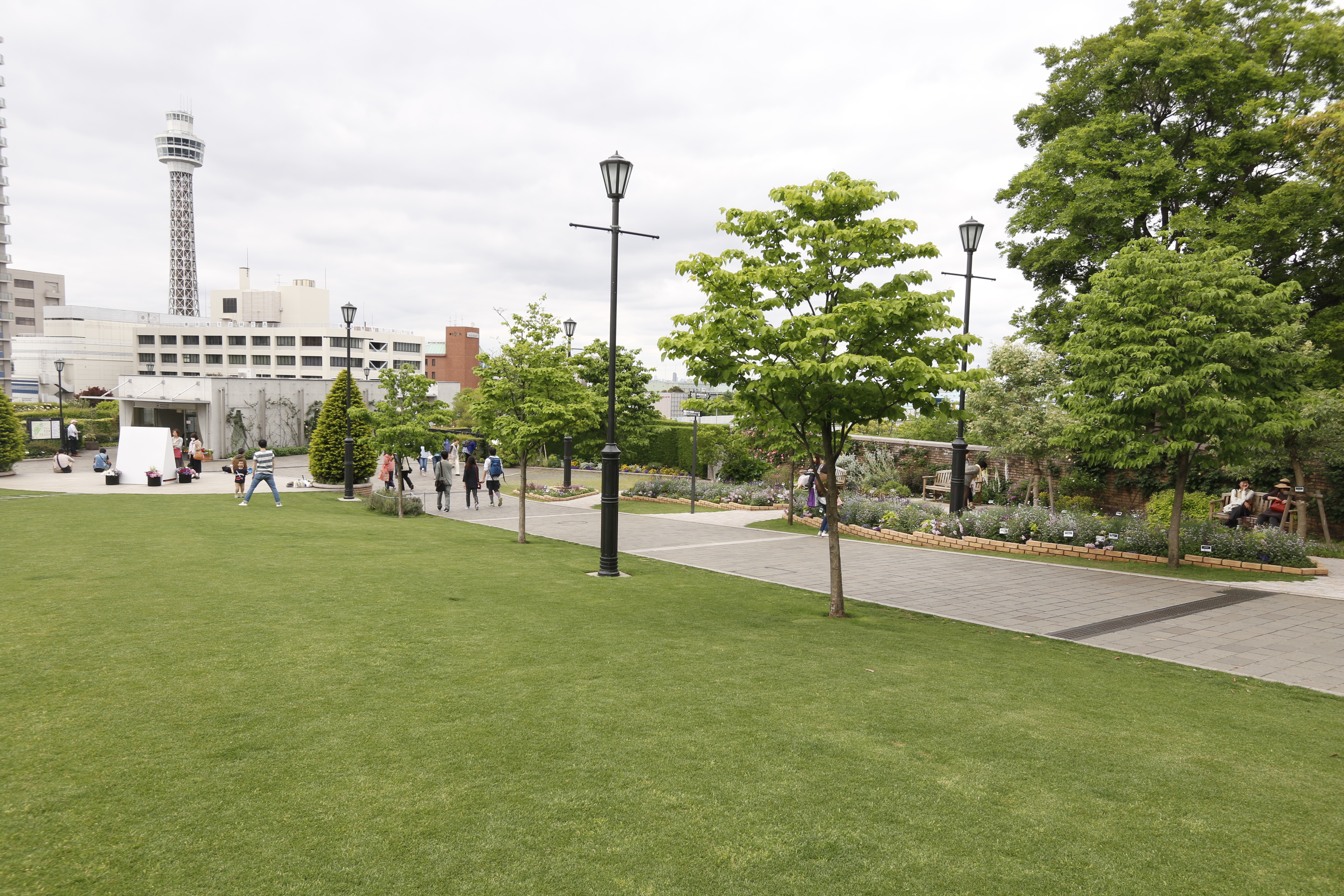
元町貝塚（発掘調査区〈2006年調査〉付近の2017年5月現況）
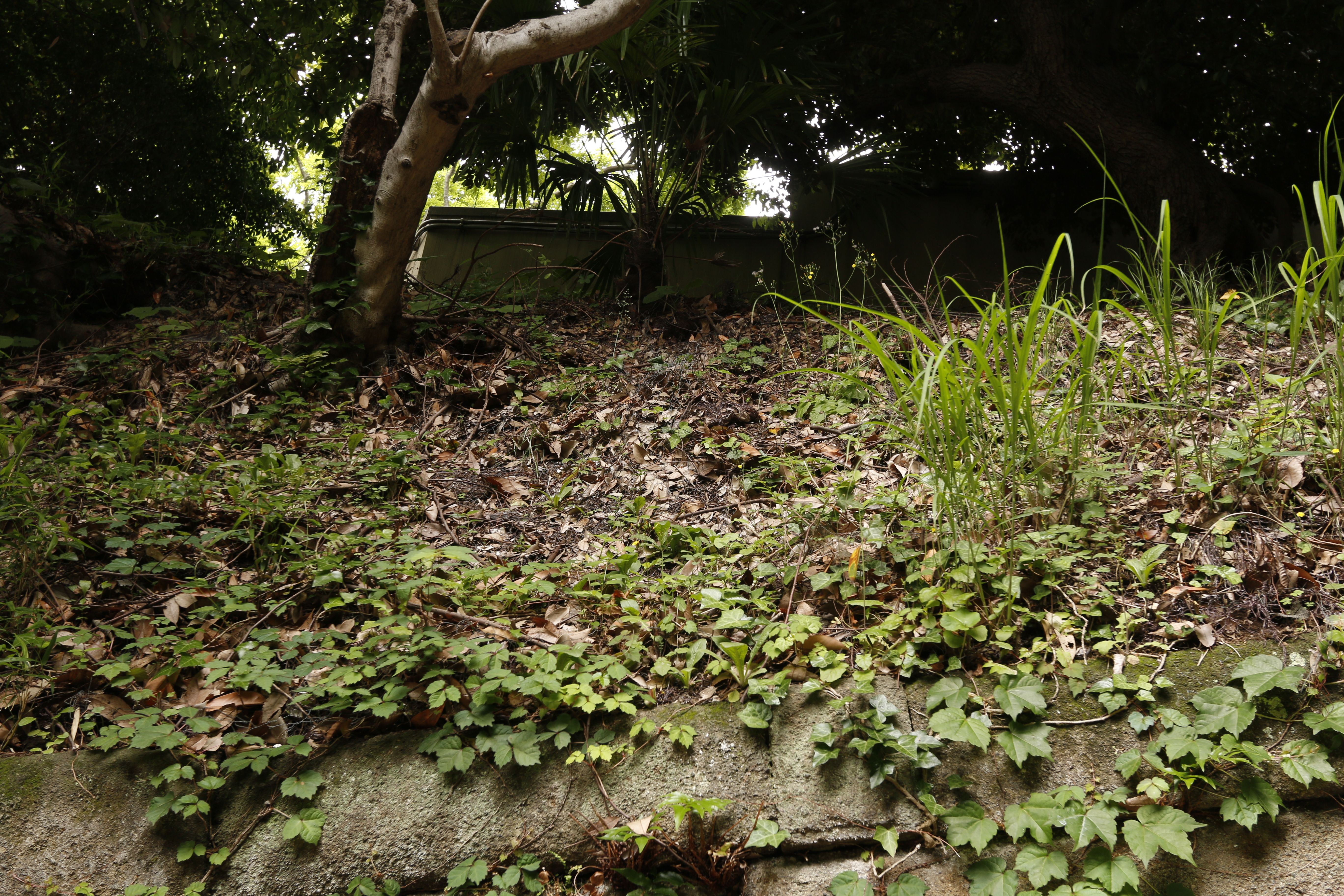
元町貝塚（同月時点におけるアメリカ山公園南西斜面の貝殻散布状況）

## ギャラリー

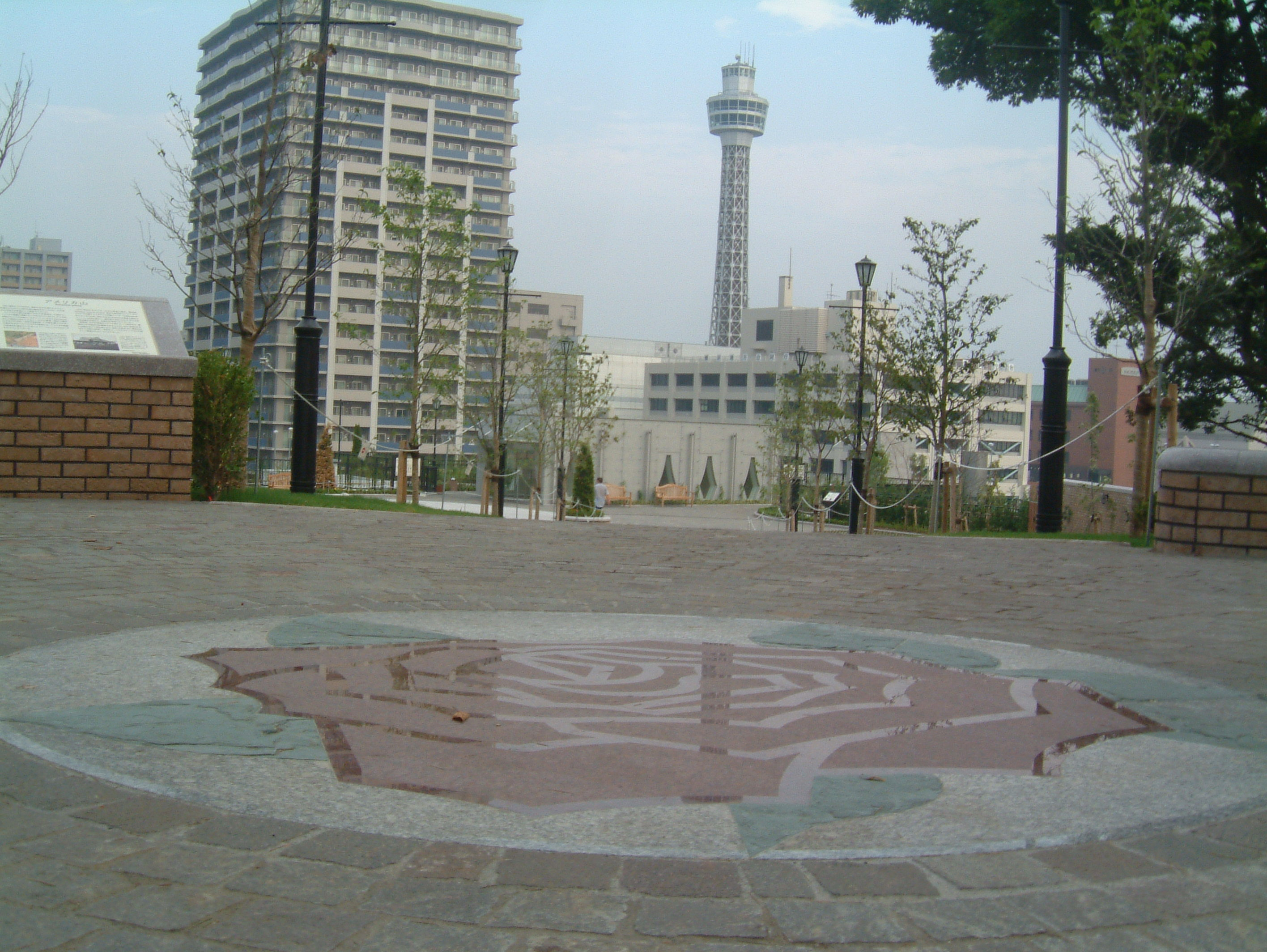
アメリカ山公園を外人墓地側入口から撮影、通路にバラの模様が描かれ、遠くにはマリンタワーが見える（2009年8月）
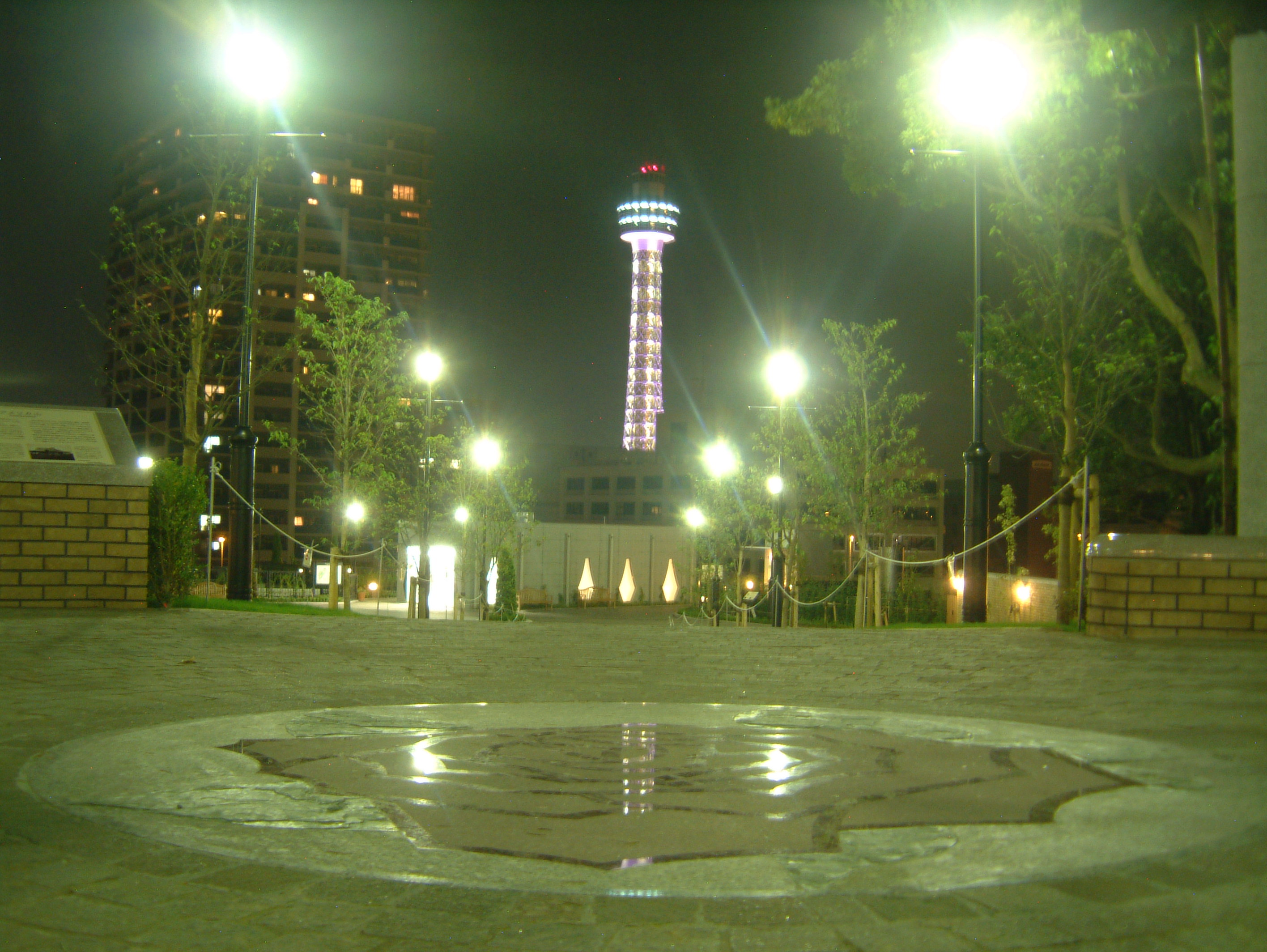
アメリカ山公園の夜景、マリンタワーのライトアップが見える（2009年8月）
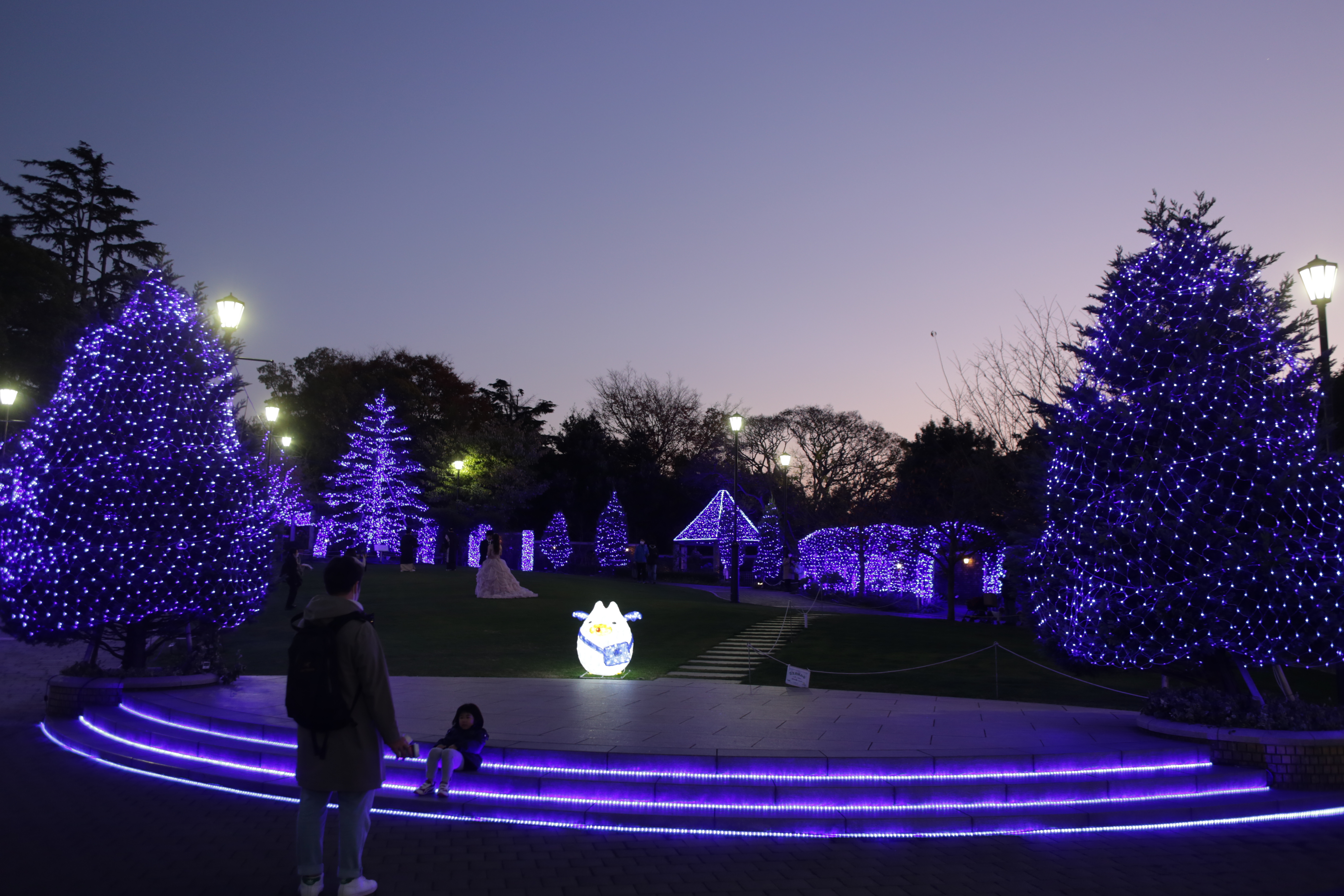
冬季イルミネーション（2020年12月）

## 交通
鉄道
- みなとみらい線「元町・中華街駅」の東側改札口（元町口）に直結。
- この他、元町商店街を抜けてJR根岸線「石川町駅」までは徒歩10分程度である。

水上バス
- シーバス発着場「山下公園のりば」より徒歩10分程。

## 周辺
- 横浜中華街
- 元町
- 横浜外国人墓地
- 港の見える丘公園（※園内にフランス山地区やイギリス山地区がある）
  - 県立神奈川近代文学館
  - 大佛次郎記念館
- 山手イタリア山庭園
- 山下公園
- 横浜マリンタワー
- 横浜人形の家

## 当公園が登場する作品
- 日本テレビ系テレビドラマ『きょうは会社休みます。』第9話[12]

## 参考資料
- 横浜市環境創造局（現・みどり環境局）「アメリカ山公園 管理運営事業者募集について」：募集要項 (PDF) に公園計画図がある。